# Caisses des actions réunies
La Caisses des actions réunies était une banque française du XIXe siècle, au capital de 5 millions de francs, fondée en 1850, sous Napoléon III, par Jules Mirès et Moïse Millaud.

## Historique
Originale en ses méthodes, la caisse des actions réunies était une société financière dont le capital était employé à acheter des actions dans les moments favorables sous forme de portefeuilles, pour ensuite les revendre en période de hausse des cours, les bénéfices étant alors partagés avec les actionnaires. Elle eut pour principal associé le financier et homme de presse Millaud. La banque eut trois années d'existence et fut liquidée en 1853, mais une partie des actifs fut récupérée entre autres par Félix Solar.
Les bénéfices distribués ont été pour ces trois années de 91 % et le capital des actions a été intégralement remboursé. Un groupe de banquiers s'était alors manifesté pour venir en aide au journal Le Pays et le consacrer à la défense du prince-président et Jules Mirès fut sollicité pour acquérir de ce journal dont les propriétaires ne pouvaient continuer l'exploitation, qui leur paraissait très onéreuse.
La Caisses des actions réunies fut très vite concurrencée par une série d'investisseurs et de nouveaux établissements qui avaient le soutien de Napoléon III, comme le Crédit mobilier, fondé en 1852 par les frères Isaac et Émile Péreire, et dont l'objectif principal était d'offrir des prêts aux industriels.